# Edition Das fröhliche Wohnzimmer
Die Edition Das fröhliche Wohnzimmer ist ein österreichischer Literaturverlag.

## Geschichte und Konzeption
Der Verlag wurde 1986 in Wien von Ilse Kilic und Fritz Widhalm gegründet. Der Schwerpunkt der Edition war von Beginn an die so genannte Experimentelle Literatur, also Nicht-Erzählung, visuelle und konkrete Poesie, Texte, bei denen ein deutlicher Schwerpunkt im formalen Bereich gesetzt ist.
Die erste Publikation mit dem Titel Buch stellt anonymisierte Texte von 40 Autoren vor. Über ein Nummernsystem kann der Leser herausfinden, wer welchen Text verfasst hatte. So sollte die Problematik des Namens als Markenzeichen und als die Wahrnehmung prägender Bestandteil des Textes problematisiert werden. Kurz darauf erschien mit Wichtig. Kunst von Frauen eine Dokumentation eines gleichnamigen Symposions der Grazer Autorenversammlung mit Beiträgen von Friederike Mayröcker, Elfriede Gerstl, Heidi Pataki u. a.
Seitdem sind zahlreiche Bücher von in erster Linie österreichischen Autoren erschienen, darunter Franzobel, Christine Huber, Lisa Spalt, Peter Pessl und Petra Ganglbauer, aber auch visuelle Poesie der russischen Autoren Rea Nikonova und Serge Segay. Nach wie vor ist der Verlag bemüht, verschiedene Konzepte experimenteller Literatur auszuloten.
Der Verlag versteht sich zudem als Teil eines kulturellen Netzwerks. Dementsprechend wird auf freundschaftliche Zusammenarbeit, gemeinsame Projekte mit anderen Kleinverlagen und gegenseitige Unterstützung großer Wert gelegt. Jährlich organisiert der Verlag die Bücherschau xxx-small mit anderen Wiener Kleinverlagen wie Freibord, Herbstpresse, Edition Exil, Edition zzoo, Edition ch und Edition Die Donau hinunter.

## Künstlerzeitschrift
In der Edition Das fröhliche Wohnzimmer erschien von 1990 bis 2015 ein- bis zweimal jährlich die Künstlerzeitschrift Wohnzimmer. Zeitschrift für unbrauchbare Texte und Bilder.  Die Anspielung auf die Formulierung Zeitschrift für brauchbare Texte und Bilder, welche die seit vielen Jahren anerkannte Literaturzeitschrift Wespennest für sich wählte, scheint offensichtlich.
Zu den im Wohnzimmer publizierten Autoren gehören Michael Arenz, Theo Breuer, Safiye Can, Dietmar Füssel, Erna Holleis, Christine Huber, Gerhard Jaschke, Jürgen O. Olbrich, Sophie Reyer, Günter Vallaster u. v. a. m. Mit der 50. Ausgabe (hinzu kommen 25 Sonderausgaben) wurde das Erscheinen eingestellt.

## Galerie
Seit 2006 betreibt der Verlag in Wien-Josefstadt eine Wohnzimmergalerie mit Glückschweinmuseum in einem alten Frisiersalon.